# Ann Richards
Ann Richards, född 1 september 1933 i Lakeview, McLennan County, Texas, död 13 september 2006 i Austin, Texas, var en amerikansk politiker (demokrat). Hon var delstaten Texas guvernör från januari 1991 till januari 1995.

## Biografi
Ann Richards var Texas andra kvinnliga guvernör efter Miriam A. Ferguson (guvernör 1925–27 och 1933–35). Richards blev mycket omtyckt bland texasborna, som i regel uppskattar rättframma personligheter med humor och skinn på näsan. Richards hade allt detta. Hon var högt aktad även av politiska motståndare.
Richards var uttalad feminist och kämpade för att lyfta fram kvinnornas rättigheter i Texas. Under sin period som guvernör utsåg hon flera kvinnor till viktiga och prestigefyllda poster i delstaten. Bland annat började under Richards tid den berömda poliskåren Texas Rangers att ta emot kvinnor. Inom det demokratiska partiet bildade hon en grupp som skulle kämpa för att kvinnor skulle få fler förtroendeposter.
Richards grav finns på Texas State Cemetery i Austin.